# West Midlands Metro
Die West Midlands Metro ist eine niederflurige Regionalstadtbahn in den West Midlands in England, die Birmingham mit den Nachbarstädten West Bromwich, Wednesbury und Wolverhampton verbindet. Die erste und bisher einzige Linie wurde am 31. Mai 1999 eröffnet und befährt eine aktuell 24,0 Kilometer lange Verbindung zwischen Birmingham und Wolverhampton. Sie folgt weitgehend einer seit vielen Jahren stillgelegten Eisenbahntrasse der Great Western Railway und hat insgesamt 33 Haltestellen. Die südliche Endstation befindet sich seit Juli 2022 in Edgbaston Village, die nördliche seit September 2023 am Bahnhof Wolverhampton.

## Geschichte
Zwischen 1904 und 1953 gab es in Birmingham und den Nachbarstädten ein dichtes Netz aus Straßenbahnlinien, die Gesamtstreckenlänge erreichte im Maximum fast 130 Kilometer. Nach frühen Plänen für ein Stadtbahn- oder U-Bahn-System in den 1950er- und 1960er-Jahren wurden ab 1981 in einem gemeinsamen Planungskomitee neue Vorschläge entwickelt, die 1984 im Abschlussbericht Rapid Transit for the West Midlands veröffentlicht wurden. Insgesamt waren Investitionen von 500 Millionen Pfund für zehn Stadtbahnlinien vorgesehen, die überwiegend im Straßenraum und in der Innenstadt Birmingshams in Tunnelabschnitten geführt werden sollten. Eine der geplanten Linien sollte sogar bis West Bromwich reichen. Allerdings kam es bereits schnell zu erheblichen Kürzungen an den ursprünglichen Plänen.
Im August 1995 wurde mit dem Konsortium Altram ein 25-Jahres-Vertrag für Planung, Bau, Betrieb und Wartung einer ersten Linie abgeschlossen, im folgenden November begannen die Bauarbeiten. Die geschätzten Baukosten beliefen sich damals auf 145 Millionen Pfund (entspricht 352 Millionen Pfund bzw. 410 Millionen Euro im Jahr 2023). Bis Mai 1997 waren die Bauarbeiten Berichten zufolge zur Hälfte abgeschlossen und der Gleisbau schritt mit 0,5 Kilometern pro Woche voran. Der geplante Fertigstellungstermin im August 1998 wurde jedoch um zehn Monate versäumt, was zu einer Entschädigungszahlung durch Altram führte. Der erste Abschnitt der Linie 1 von Bahnhof Birmingham Snow Hill nach Wolverhampton St. George’s wurde am 30. Mai 1999 eröffnet.
Obwohl der Erfolg der ersten Ausbaustufe aus verschiedenen Gründen weit unter den Erwartungen geblieben ist, sind in der Zwischenzeit mehrere Erweiterungen erfolgt. Zwar wurde untersucht, die Straßenbahn im Stadtzentrum von Birmingham im Tunnel zu führen, wie das zum Beispiel bei deutschen Stadtbahnen der Fall ist. Da die Kosten dafür jedoch zu hoch waren, wurde entschieden, eine erste Verlängerung ebenfalls an der Oberfläche zu führen. Diese umfasst die Verbindung vom Bahnhof Snow Hill zum Bahnhof Birmingham New Street, die im Dezember 2015 in Betrieb genommen wurde. Bis 2019 wurde die Strecke im Süden um zwei weitere Haltestellen über das Rathaus zum Centenary Square verlängert. Die Streckenverlängerung anschließend über den Bahnhof Five Ways nach Edgbaston Village folgte im Juli 2022, die Verknüpfung mit der Bahnstrecke Rugby–Birmingham–Stafford am Bahnhof Wolverhampton im Norden eröffnete im September 2023.

## Strecke
Die Strecke der Linie 1 beginnt in Wolverhampton mit einer eingleisigen, ebenerdigen Endstation mit dahinter liegender Abstellmöglichkeit für einen Wagen, die sich östlich des Empfangsgebäudes des Hauptbahnhofes befindet. Dies ist der Tatsache geschuldet, dass der Bahnhofsvorplatz komplett barrierefrei gestaltet wurde und Bahnsteigkanten das Bild und die Zugänglichkeit beeinträchtigt hätten. Von dort geht es straßenbündig zweigleisig über die Station Piper's Row, die direkt am Zentralen Omnibusbahnhof gelegen ist, zum Abzweig zur ehemaligen, ebenfalls eingleisigen Endstation Wolverhampton St George’s. Die Strecke führt nun südostwärts für rund 600 Meter auf eigenem Gleisbett in Mittellage, bevor sie wieder für etwa 1,2 Kilometer im Straßenraum mitgeführt wird. Kurz vor der Station Priestfield wendet sich die Linie nunmehr auf eigenem Bahnkörper auf die Trasse der ehemaligen Bahnstrecke der Great Western Railway, der sie über rund 18 Kilometer bis in die Innenstadt Birminghams folgt. Dabei liegt die Trasse zuerst in Troglage, dann im Bereich des Walsall Canal auf einem Damm, bevor der ebenerdige Betriebshof in Wednesbury erreicht wird. Von dort geht es erhöht weiter, der Tame wird überquert, bevor die Strecke wieder tiefer gelegt ist und der 370 Meter lange Black Lake Tunnel durchfahren wird. Danach kommt ein ebenerdiger Abschnitt mit einer Straßenkreuzung, bevor es in Troglage durch West Bromwich weiterführt. Von Westen trifft die Trasse der Bahnstrecke Great Malvern–Stratford auf die Strecke der West Midlands Metro, gemeinsam geht es für 6 Kilometer im Einschnitt nach Birmingham. Unmittelbar nach der Station St Chads am Bahnhof Snow Hill wird die Trasse der Linie 1 zum Straßenniveau geführt, durchquert zweigleisig die Innenstadt wieder als „echte“ Straßenbahn vorbei am Bahnhof New Street. Im Anschluss wendet sie sich nach Südwesten und führt am Rathaus vorbei im Straßenraum weiter, bevor kurz vor der Endstation Edgbaston Village auf eine südliche Seitenlage verschwenkt wird. Die derzeit letzte Haltestelle hat vor den beiden Außenbahnsteigen eine gekreuzte Überleitstelle, aber keine gesonderten Abstellgleise.

### Chronik
| Linie   | Streckenabschnitt                              | Streckenlänge | Haltestellen | Baubeginn            | Eröffnung          |
| ------- | ---------------------------------------------- | ------------- | ------------ | -------------------- | ------------------ |
| Linie 1 | Wolverhampton St George’s – Snow Hill          | 20,3 km       | 23           | November 1995        | 30. Mai 1999       |
| Linie 1 | St Chads (Snow Hill aufgelassen) – Bull Street | 00,4 km       | 01           | Juni 2012            | 6. Dezember 2015   |
| Linie 1 | Bull Street – Grand Central                    | 00,6 km       | 02           | Juni 2012            | 30. Mai 2016       |
| Linie 1 | Grand Central – Library                        | 00,7 km       | 02           | Juni 2017            | 11. Dezember 2019  |
| Linie 1 | Library – Edgbaston Village                    | 01,3 km       | 03           | …                    | 16. Juli 2022      |
| Linie 1 | Wolverhampton St George’s – Wolverhampton      | 00,6 km       | 02           | …                    | 17. September 2023 |
| Linie 2 | Wednesbury Great Western Street – Flood Street | 06,4 km       | 08           | Februar 2020         | vorauss. Ende 2025 |
| Linie 3 | Bull Street – Digbeth High Street              | 01,9 km       | 05           | Juni 2021            | vorauss. 2025/2026 |
| Linie 2 | Flood Street – Brierley Hill                   | 04,6 km       | 05           | vorauss. Januar 2025 | vorauss. 2027      |

### Weitere Planungen
Eine Linie 2 von Wednesbury nach Brierley Hill wurde im März 2019 beschlossen, der Bau begann im Februar 2020 und sollte ursprünglich bis zu den Commonwealth Games 2022 abgeschlossen sein. Aktuell ist die Eröffnung des ersten Abschnittes bis Dudley Town Centre und Flood Street für Herbst 2025 geplant. Die Fortsetzung bis Brierlery Hill ist immer noch im Planungsstadium, der Bau soll aber im Januar 2025 beginnen. Des Weiteren in Bau ist der erste Abschnitt einer Linie 3, die Eastside extension von Bull Street über den Bahnhof Curzon Street, der zukünftigen Endstation der High Speed 2, nach Digbeth High Street, die Eröffnung soll 2025 oder 2026 erfolgen. Die Weiterführung dieses Streckenzweiges via Solihull und Flughafen Birmingham zum Bahnhof Birmingham Interchange an der High Speed 2 ist in Planung.
Nach der Aufgabe der nördlichen Abschnitte der High Speed 2-Neubaustrecke werden rund 2,5 Milliarden Pfund umgeschichtet und Kommunen und Countys in den Midlands und im Norden Englands für den Ausbau ihrer Verkehrsinfrastruktur zur Verfügung gestellt. Davon werden voraussichtlich etwa 1 Milliarde Pfund in den Ausbau der Busse, Bahnen sowie der Metro in die Midlands fließen. Folgender weiterer Ausbau der West Midlands Metro ist daher zusätzlich in Planung:
- Verlängerung der Linie 1 von Edgbaston Village nach Quinton, wobei sowohl eine weitere Verlängerung als auch eine Kürzung dieses Streckenabschnittes in der Diskussion sind
- Verlängerung der Linie 2 von Brierley Hill nach Stourbridge Junction
- Eine neue Linie von Walsall nach Wednesbury (um eine Alternativstrecke nach Birmingham zu haben)
- Eine neue Linie oder Verlängerung der Linie 1 vom Bahnhof Wolverhampton zum New Cross Hospital
- Eine mögliche Zweiglinie der Linie 3 zum Flughafen nach Solihull Stadtzentrum[6][7]

## Fahrzeuge

### Ehemalige

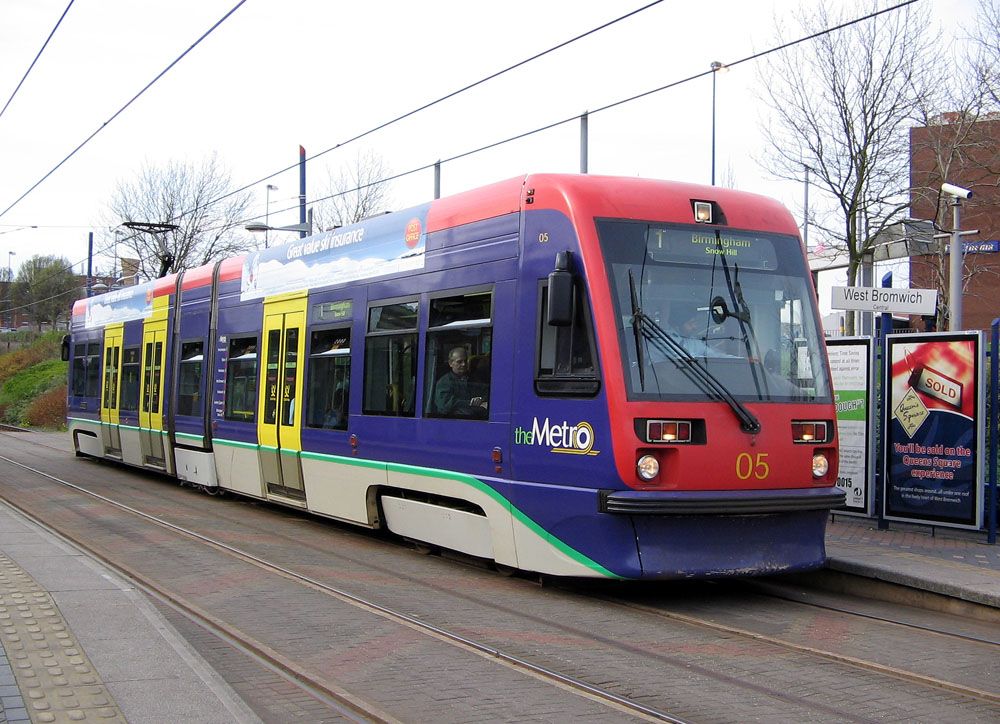
T-69 Nr. 05 in Originallackierung in der Station West Bromwich Central (2005)

Die erste Flotte von Fahrzeugen für die Midland Metro waren 16 dreiteilige Zweirichtungs-Gelenkwagen mit 60 % Niederfluranteil vom Typ T-69, die von AnsaldoBreda in Neapel, Italien, ab 1996 gebaut und bis 1999 ausgeliefert wurden. Sie waren mechanisch identisch mit den Modellen T-68 und T-68a des Manchester Metrolink und ähnlich dem Modell SL-95 der Straßenbahn Oslo. Die Wagen waren mit 24,36 Metern Länge die kürzesten modernen Straßenbahnen in Großbritannien, sie hatten bei 2,48 Metern Breite Raum für 56 Sitzplätze und 100 Stehplätze. Auf jeder Seite gab es je drei 1,25 Meter breite Doppelschwenktüren und an den Stirnseiten Rollanzeigen für das Zugziel. Die 38 Tonnen schweren Züge waren mit zwei je 210 Kilowatt starken Motoren ausgerüstet, mit diesen 420 Kilowatt Gesamtleistung betrug die Höchstgeschwindigkeit 70 km/h. Bei Auslieferung waren alle 16 Einheiten mit violettem Wagenkasten, roten Fronten, grauen Schürzen und gelben Türen lackiert. Die Züge erhielten die Wagennummern 01 bis 16. Die vier Züge 05, 07, 09 und 10 wurden später in Silber mit Magenta umlackiert, Zug 11 erhielt die originale Farbgebung der ehemaligen Birmingham Corporation Tramways in Beige und Dunkelgrün. 13 der 16 Züge wurden auf die Namen lokaler und regionaler Persönlichkeiten getauft. Obwohl die neue Generation Züge bereits bestellt war, erhielten alle T-69 im Jahr 2013 noch neue LED-Zugzielanzeigen. Den letzten Planeinsatz eines T-69 absolvierte Zug 16 im August 2015. 2022 wurden 13 der in Long Marston (Warwickshire) eingelagerten Züge verschrottet, nachdem der Verkauf an die Insel-Line der Isle of Wight scheiterte. Die Züge 07 und 10 befinden sich weiterhin in der Einlagerung, wobei Zug 10 eine neue Lackierung in den Farben der British Transport Police erhielt und auf Events eingesetzt wird. Zug 16 wurde im November 2023 von Long Marston nach Dudley zurück in die Midlands gebracht, umgebaut und neu lackiert und dient jetzt im dortigen Very Light Rail National Innovation Centre als batteriebetriebenes Testfahrzeug.

### Aktuelle

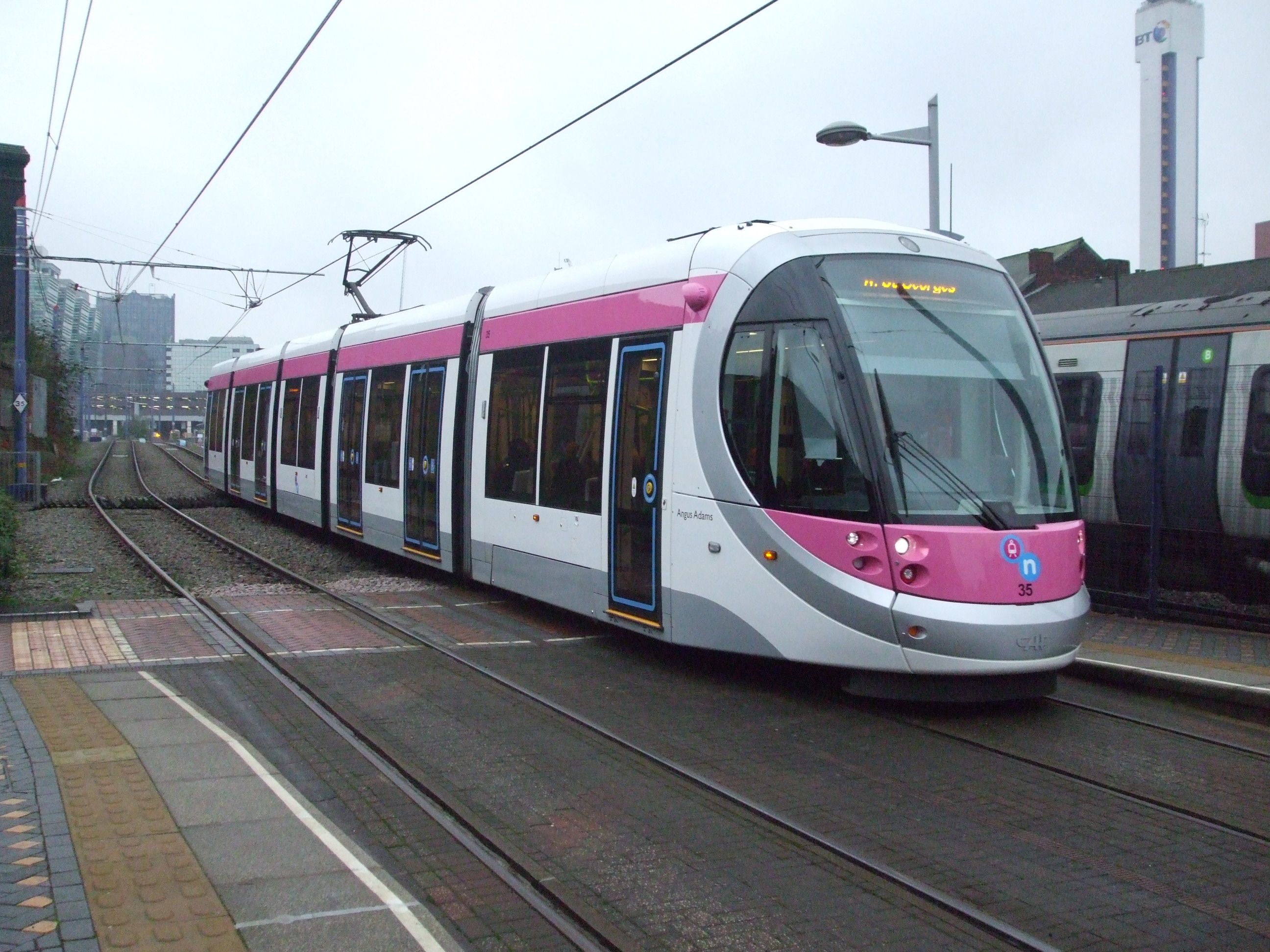
Urbos 3 Nr. 35 in Originallackierung in der Station St. Paul's (2015)

Im Februar 2012 benannte Centro, die damalige Betreibergesellschaft der Midland Metro, den spanischen Hersteller Construcciones y Auxiliar de Ferrocarriles (CAF) als bevorzugten Bieter für die Lieferung der neuen Flotte aus 19 fünfteiligen Gelenkwagen vom Typ Urbos 3 mit einer Option auf sechs weitere. Der Vertrag über 40 Millionen Pfund umfasste dann 20 Wagen zuzüglich einer Option für fünf. Der erste Zug wurde im Oktober 2013 im Depot in Wednesbury feierlich enthüllt, die ersten vier gingen am 5. September 2014 in den Plandienst und die Auslieferung war im Juli 2015 abgeschlossen, sodass bereits im August 2015 konnte alle T-69-Fahrzeuge ersetzt wurden. Die Urbos 3 sind 100 % niederflurige Fahrzeuge, sie sind 32,97 Meter lang und 2,65 Meter breit und bieten damit insgesamt 210 Passagieren Platz, davon 54 auf Sitzen. Wegen der breiteren Wagenkästen war die Linie im März und April 2013 für zwei Wochen außer Betrieb, um die Bahnsteige um 15 Zentimeter aufzuweiten. Die T-69 erhielten daraufhin breitere Trittstufen. Die neuen Züge mit 56 Tonnen Gewicht sind mit acht Fahrmotoren zu je 70 Kilowatt ausgerüstet, die Gesamtleistung von 560 Kilowatt ermöglicht eine Höchstgeschwindigkeit von 70 km/h. Bei Auslieferung waren alle Wagen weiß lackiert, mit grauen Schürzen sowie magentafarbener Bauchbinden an den Fronten sowie Dachlinie. Die 21 letztlich ausgelieferten Einheiten des Urbos 3 erhielten die Wagennummern 17 bis 37. Auch einige dieser Züge wurden mit den Namen lokaler oder regionaler Persönlichkeiten getauft, international bekanntester Zug ist die Nummer 37, die Ozzy-Tram. Sie wurde am 26. Mai 2016 an der Haltestelle Corporation Street persönlich von Ozzy Osbourne, dem im Stadtteil Aston aufgewachsenen Lead-Sänger von Black Sabbath, getauft.

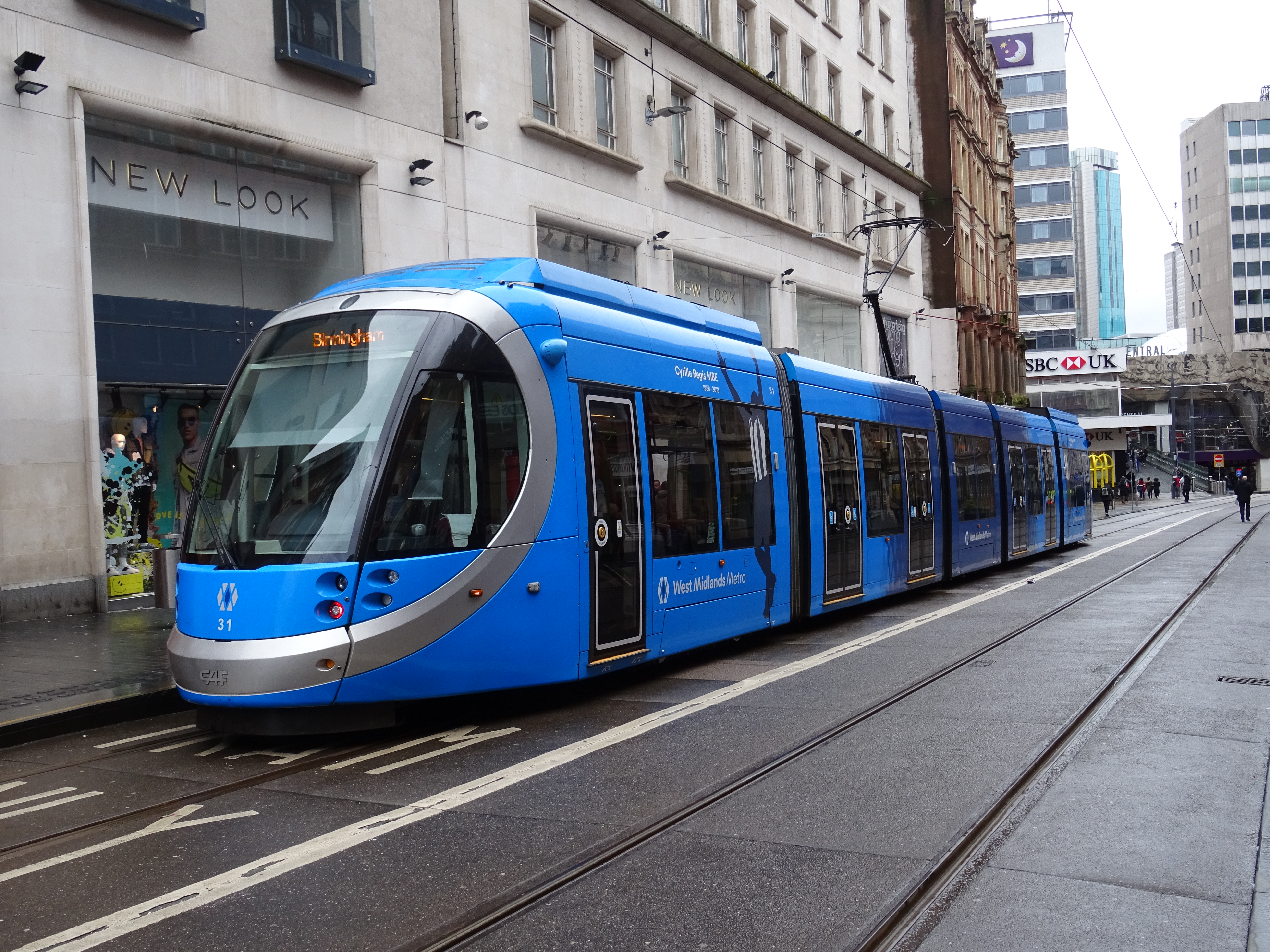
Urbos 3 Nr. 31 in neuer Lackierung auf der Corporation Street (2019)

Im Jahr 2016 wurde angekündigt, dass alle Metrowagen mit Batteriepaketen aufgerüstet werden, nachdem CAF ihr Acumulador de Carga Rápida-System (ACR) zur Serienreife gebracht hatte. Damit können die Züge im oberleitungsfreien Betrieb durch optisch sensible Stadtbereiche fahren. Als erster Zug wurde Nummer 18 im Jahr 2017 nach Spanien verschifft und mit dem ACR ausgestattet, mit Nummer 26 im April 2020 war das Projekt abgeschlossen.
2018 war Zug 31 war der erste, der die neue Ganzlackierung in Blau erhielt und damit am 16. Juli wieder in Dienst ging. Das Umlackieren war im Februar 2019 abgeschlossen. Im Mai desselben Jahres erhielt Zug 19 eine silber-blaue Lackierung mit speziellen Logos anlässlich des 20. Jubiläums der West Midlands Metro am 30. Mai 2019. Dieser Zug erhielt im Februar 2021 die Standardlackierung.
Wiederholt traten ab Juni 2021 bei den 21 Wagen der ersten Lieferung Risse im Rahmen auf, wodurch immer wieder Zuggarnituren nach Spanien zur Reparatur geschickt werden mussten. Dadurch kam es zu massiven Einschränkungen im Betrieb, der tagelang komplett ausgesetzt wurde und auch in der Folge wochenlang beeinträchtigt war, weil Umläufe mangels verfügbarer Fahrzeuge gestrichen werden mussten. Letztmals kam es dadurch im März 2022 zu massiven Betriebsbehinderungen bei der West Midlands Metro.
Im Oktober 2019 wurde ein zweiter Vertrag zur Lieferung von weiteren 21 Urbos 3 über 83,5 Millionen Pfund (umgerechnet 93,8 Millionen Euro, ergibt einen Stückpreis von 4,47 Millionen Euro) mit der Option auf weitere 29 Wagen unterzeichnet. Diese sind bereits ab Werk mit dem ACR ausgestattet. Acht dieser Züge wurden im Jahr 2021, beginnend am 28. April, ausgeliefert, drei von August bis November 2022 und die restlichen acht bis 22. November 2023. Bei den Wagen der zweiten Lieferung traten (bisher) keinerlei Risse auf.

## Betrieb
Die Linie 1 wird montags bis freitags von 4:45 Uhr bis 1:00 Uhr bedient, dabei wird tagsüber im 10-Minuten-Takt gefahren, der im Berufsverkehr durch einzelne Umläufe auf 5 Minuten verdichtet ist. Abends ab 20:15 Uhr wird alle 15 Minuten gefahren. Samstags beginnt der Betrieb ebenfalls um 4:45 Uhr, wird tagsüber im 10-Minuten-Takt gefahren und ab 20:15 Uhr alle 15 Minuten bis 1:30 Uhr. An Sonn- und Feiertagen starten die ersten Umläufe um 7:30 Uhr, bis 19 Uhr wird in einem Takt von 12 Minuten gefahren, danach bis zum Betriebsschluss um 0:30 Uhr im 15-Minuten-Takt.
Der Betriebshof mit der Betriebsleitstelle befindet sich in der Nähe der Great Western Street in Wednesbury.

### Vorkommnisse
- Am 8. Juni 2006 kollidierte der Straßenbahnwagen 06 am Bahnübergang New Swan Lane mit einem Taxi. Das Taxi wurde über die Kreuzung geschoben und prallte an einen stehenden Lastwagen. Die beiden Insassen des Taxis wurden verletzt. Die Untersuchung des Rail Accident Investigation Branch ergab, dass der Straßenbahnfahrer nicht am Signal angehalten hatte. Außerdem stellte der Bericht fest, dass dies damals der einzige Bahnübergang im Netz war und dass es dort seit der Inbetriebnahme im Jahr 1999 bereits sieben Kollisionen gegeben hatte, die jedoch bis dahin alle auf Fehler der Straßenverkehrsteilnehmer zurückzuführen waren.[21]
- Am 19. Dezember 2006 fuhr Straßenbahnwagen 09 auf dem Weg zur damaligen Endstation Snow Hill in Winson Green auf den vor ihm fahrenden Wagen 10 auf, wobei mindestens 16 Fahrgäste verletzt wurden.[22]
- Am 19. August 2019 entgleiste Straßenbahnwagen 31 nach einer Kollision mit einem von der Fahrbahn geschleuderten Auto in Wolverhampton. Dabei wurden fünf Menschen verletzt.[23]
- Am 11. Juni 2021 wurden alle 21 Straßenbahnwagen aus dem Fahrbetrieb genommen, „nachdem ein Defekt entdeckt wurde“.[24] Ab dem folgenden Dienstag wurde der Verkehr schrittweise wieder aufgenommen.[25]
- Am 13. November 2021 musste der gesamte Fahrbetrieb wieder eingestellt werden, da in der Karosserie weiterer Straßenbahnen aus der ersten Flottenlieferung Risse festgestellt wurden.[26] Die Einschränkungen zogen sich bis 12. Februar 2022 hin.[27]
- Am 20. März 2022 wurde der Fahrbetrieb erneut komplett eingestellt, da in der Karosserie einiger noch nicht reparierter älterer Wagen neuerlich Risse festgestellt wurden.[28]

## Bildergalerie

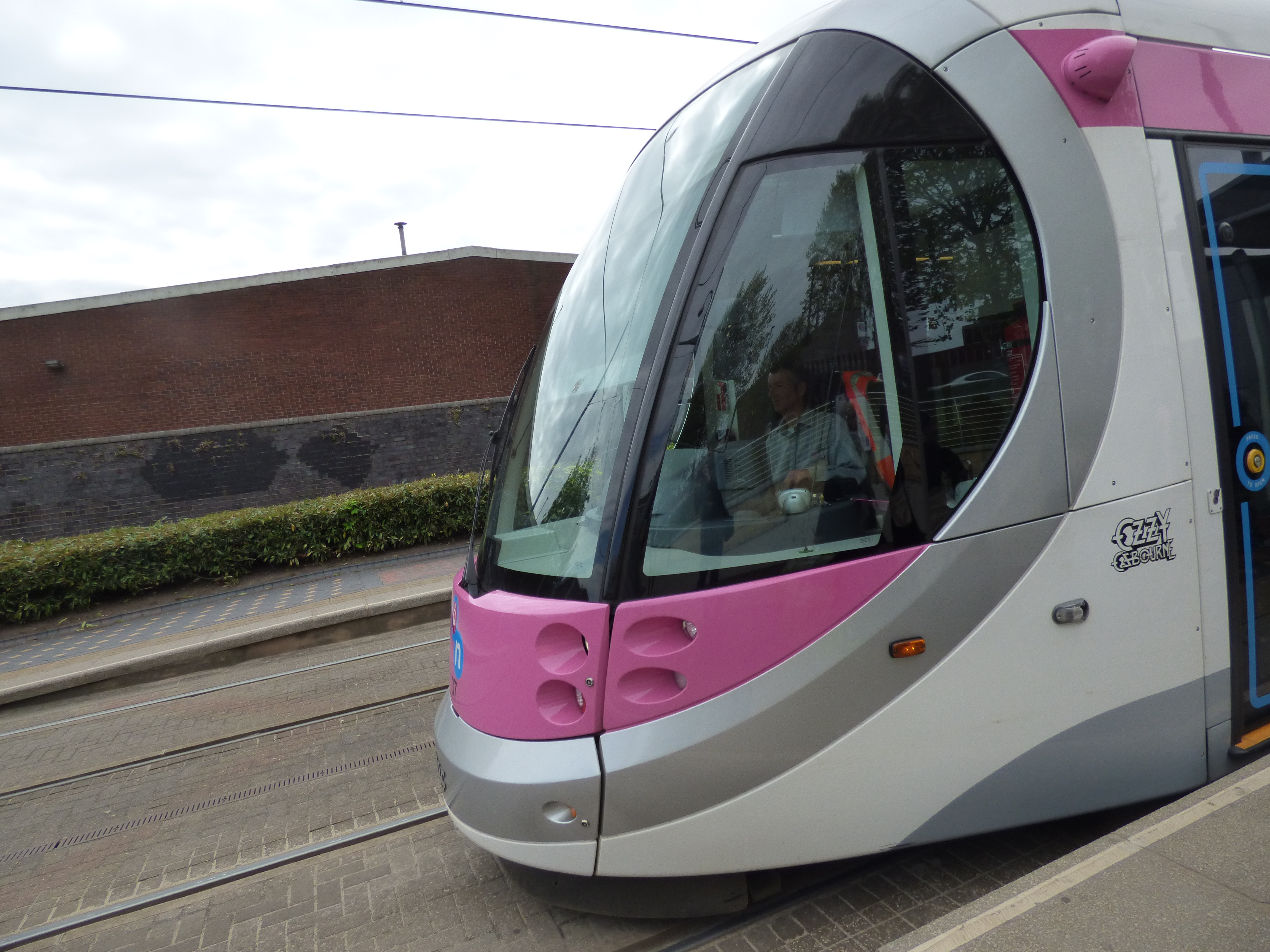
Die Ozzy-Tram noch in ursprünglicher Lackierung an der Station West Bromwich Central (Mai 2017)
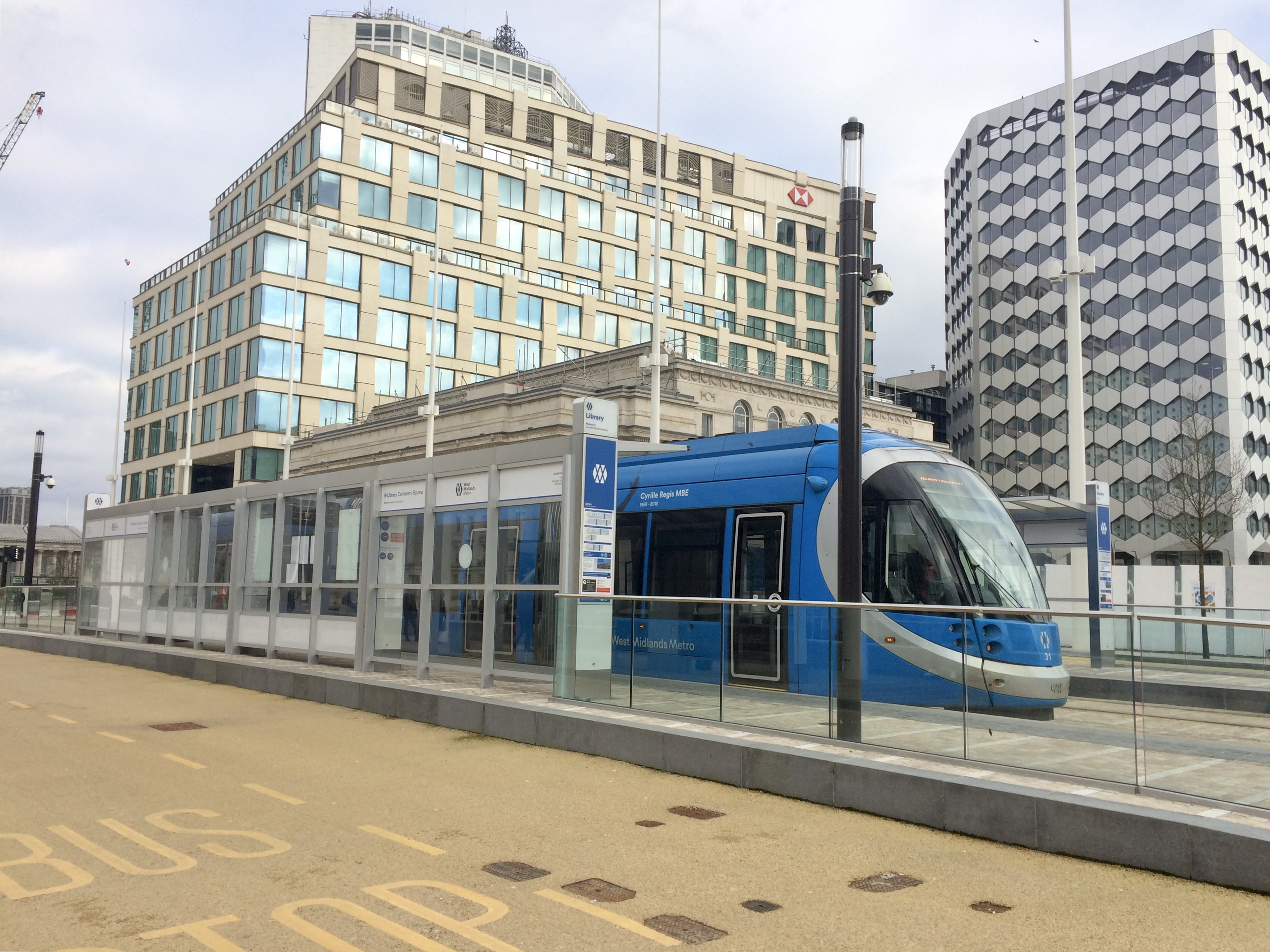
Wagen 31 an der Station Centenary Square (März 2021)
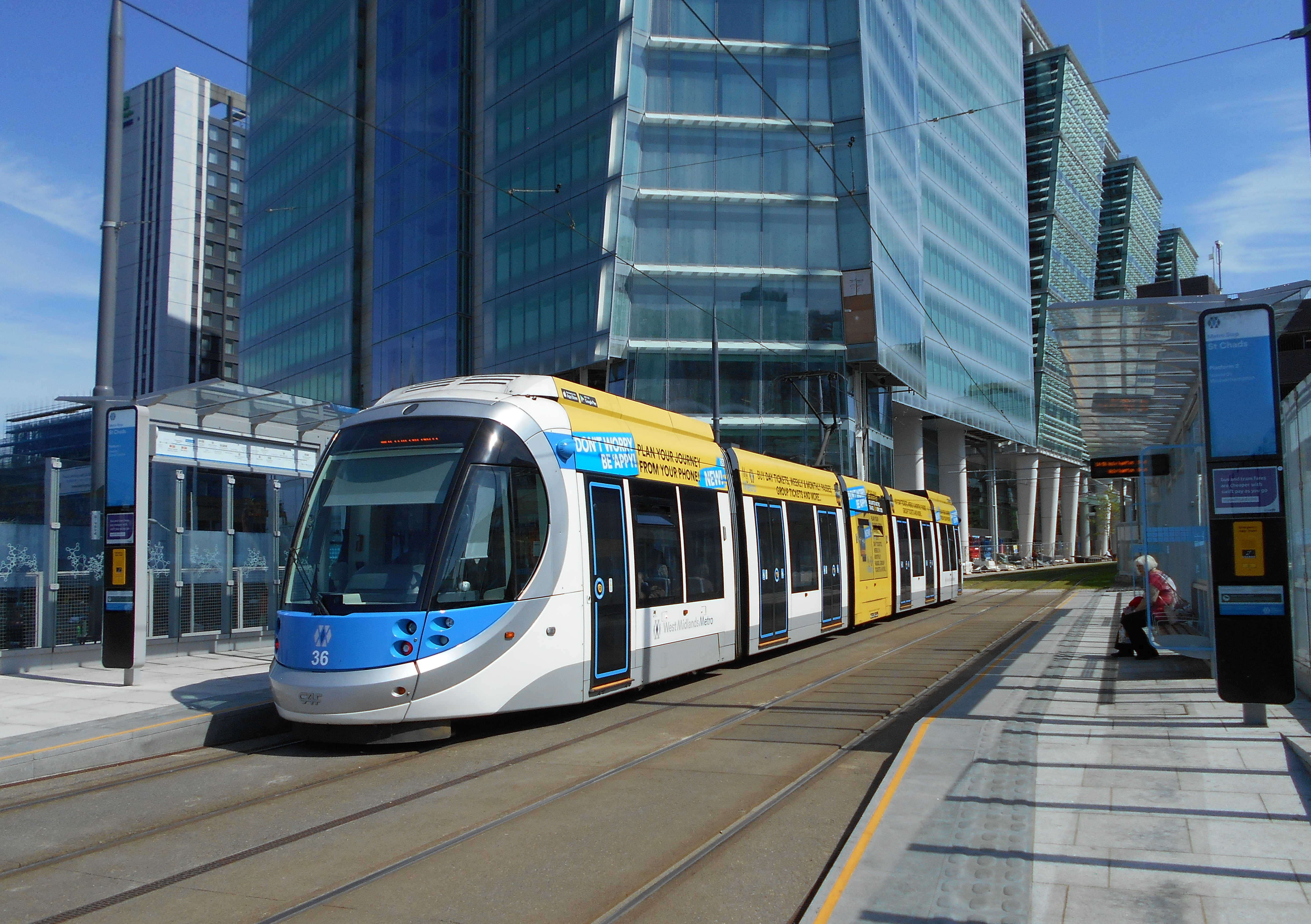
Wagen 36 in ursprünglicher Lackierung mit Werbung für die Midland Metro an der Station St. Chads (Mai 2019)
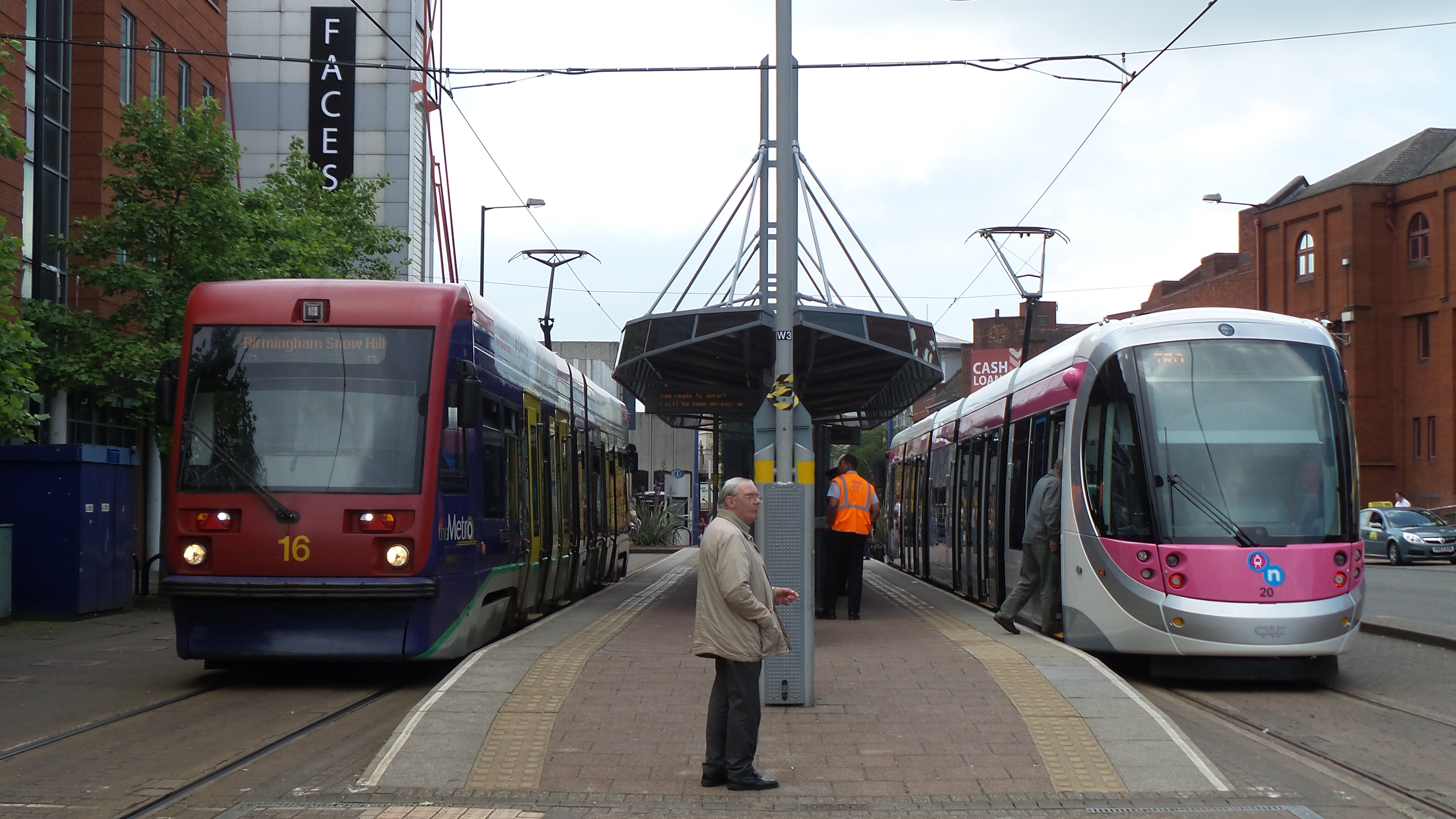
T-69 Nr. 16 und Urbos 3 Nr. 20 an der ehemaligen Endstation Wolverhampton St. George’s (Juni 2014)